# Sierra de los Tuxtlas
De Sierra de los Tuxtlas is een gebergte in het zuidoosten van de Mexicaanse deelstaat Veracruz.
Opvallend is dat het gebergte aan alle kanten is omgeven door zee of laagvlakte, en vormen daarom een anomalie in de Mexicaanse geografie. De meeste dichtbijzijnde uitlopers Trans-Mexicaanse Vulkanengordel bevinden zich op 250 kilometer afstand en de Sierra Madre van Chiapas op 400 kilometer. Het gebergte bestaat vrijwel volledig uit vulkanen, waarvan de meeste uitgedoofd zijn. Het hoogste punt is met 1700 meter de San Martín Tuxtla.
Delen van het gebergte zijn bedekt met regenwoud. In het noorden grenst de Sierra de los Tuxtlas aan de Golf van Mexico. Het grootste deel van Los Tuxtlas is uitgeroepen tot biosfeerreservaat. De plaatsen Catemaco en San Andrés Tuxtla gelden als toeristische trekpleisters.